# Mlekominci
Mlekominci (cyr. Млекоминци) – wieś w Serbii, w okręgu pczyńskim, w gminie Bosilegrad. W 2011 roku liczyła 88 mieszkańców.